# Laurent Salgues
Pour les articles homonymes, voir Salgues (homonymie).
 (juin 2023).
Laurent Salgues, est un scénariste et réalisateur français né le 13 septembre 1967 à Cahors.

## Biographie
Laurent Salgues s'est formé à l'École supérieure d'audiovisuel (ESAV) de Toulouse et réalise les courts métrages Éternité moins cinq, Camilio, Codis46 et La Femme à l'ombrelle. Il étudie l'écriture de scénario au Conservatoire européen d'écriture audiovisuelle (CEEA) à Paris et à l'Université de Californie à Los Angeles (UCLA) et travaille comme scénariste pour la télévision, notamment sur la série PJ. Il se lance également dans l'aventure de son premier long métrage, Rêves de poussière (2008), drame coproduit avec le Canada et le Burkina Faso, pays où cette histoire de rédemption et de chercheurs d'or a été tournée. Le film a fait le tour du monde des festivals dont la Mostra de Venise, le Festival du film de Sundance, le Festival de Cannes sélection ACID, le Festival international du film de Shangaï, le Festival international du film de Karlovy Vary et le Festival du nouveau cinéma de Montréal. Il a reçu de nombreux prix.
Il est sociétaire-adjoint de la Société des auteurs et compositeurs dramatiques (SACD), membre du conseil d'administration de l'Association pour le cinéma indépendant et sa diffusion (ACID) et membre de Gindou Cinéma.
Père d'un enfant, il vit actuellement à Cahors dans le Lot.

### Filmographie
- Réalisateur, scénariste :
  - 2008 : Rêves de  poussière